# Lista de instrumentos de teclas
Esta é uma lista de instrumentos de teclas.
Os instrumentos de teclas podem ser de uma das outras categorias, mas, pelo modo de tocar, há quem considere uma categoria diferente. Exemplos:
- Órgão
- Cravo

- Acordeão
- Vibrafone
- Xilofone
- Piano

Instrumentos musicais eléctricos
Pandeireta
Categoria introduzida no século XX, para permitir a classificação de instrumentos em que os sons são produzidos puramente por meios elétricos ou eletrônicos.
- Ondas Martenot
- Teclado
- Sintetizador
- Sampler
- Teremim